# Сёстры Вачовски
Лана Вачо́вски (англ. Lana Wachowski; урождённая Лоренс (Ларри) Вачовски (англ. Laurence Wachowski), род. 21 июня 1965) и Лилли Вачовски (англ. Lilly Wachowski; урождённая Эндрю (Энди) Пол Вачовски (англ. Andrew Paul Wachowski), род. 29 декабря 1967, Чикаго, Иллинойс, США) — американские кинорежиссёры, сценаристы и кинопродюсеры. Являются транс-женщинами. До трансгендерного перехода были известны как братья Вачовски.
Вачовски дебютировали в режиссуре с фильмом «Связь» (1996) и получили мировое признание после создания фантастической трилогии «Матрица».

## Биография
Лоуренс и Эндрю Вачовски родились в польско-американской семье в Чикаго. Их мать была медсестрой, а отец — предпринимателем. По словам Вачовски, их отец был убеждённым атеистом, а мать — бывшей католичкой, которая перешла в шаманизм. Своеобразная религиозная атмосфера в семье повлияла на будущее творчество дуэта.
Вачовски окончили начальную школу в Чикаго, общественную школу Уитни Янга (англ. Whitney Young High School), известную своей учебной программой по исполнительским видам искусства и естественнонаучным предметам. Они участвовали в школьном театре и на школьном телевидении, но всегда были за сценой. Впоследствии Ларри поступил в колледж Эмерсона в Бостоне, а Энди — в колледж Барда в северной части штата Нью-Йорк. Братья бросили учёбу, так и не завершив образование. После этого они занялись строительным бизнесом и начали разрабатывать идею «Матрицы». До шоу-бизнеса работали плотниками в Чикаго, в свободное время создавая комиксы.
Энди в 1991 году вступил в брак с Алисой Блесингейм. Ларри с 1993 по 2002 год состоял в браке с Теа Блум. В 2002 году он начал встречаться с Карин Уинслоу, известной под псевдонимом Ильза Стрикс. В 2009 году они заключили брак.
Слухи о трансгендерности Ларри Вачовски публиковались в различных изданиях уже с начала 2000-х годов, однако в то время Вачовски не высказывались публично на эту тему. Тем не менее, некоторые издания начали называть творческий дуэт Энди и Ланой Вачовски. Ларри сделал каминг-аут, назвав себя трансгендерной женщиной (Ланой) в июле 2012 года, став первым открытым трансгендерным человеком среди крупнейших голливудских режиссёров. В октябре 2012 года правозащитная организация «Кампания за права человека» отметила смелость его публичного каминг-аута вручением «Премии видимости» (Visibility Award).
Энди в 2016 году в ответ на многочисленные угрозы аутинга (принудительного разглашения сведений о трансгендерности) со стороны издания Daily Mail также сделал публичный каминг-аут как трансгендерная женщина (Лилли).

## Фильмография

### Кино
| Год  | Название                                       | Режиссёр(ы) | Сценарист(ы) | Продюсер(ы)            | Примечания              |
| ---- | ---------------------------------------------- | ----------- | ------------ | ---------------------- | ----------------------- |
| 1995 | Наёмные убийцы                                 | Нет         | Да           | Нет                    |                         |
| 1996 | Связь                                          | Да          | Да           | Исполнительные         |                         |
| 1999 | Матрица                                        | Да          | Да           | Исполнительные         |                         |
| 2001 | Возвращаясь к матрице                          | Нет         | Нет          | Исполнительные         | Документальный фильм    |
| 2003 | Матрица: Перезагрузка                          | Да          | Да           | Исполнительные         |                         |
| 2003 | Матрица: Революция                             | Да          | Да           | Исполнительные         |                         |
| 2005 | V — значит вендетта                            | Нет         | Да           | Да                     |                         |
| 2008 | Спиди-гонщик                                   | Да          | Да           | Да                     |                         |
| 2009 | Ниндзя-убийца                                  | Нет         | Нет          | Да                     |                         |
| 2012 | Облачный атлас                                 | Да          | Да           | Да                     |                         |
| 2013 | Google моя любовь                              | Нет         | Нет          | Исполнительные         | Короткометражный фильм  |
| 2015 | Восхождение Юпитер                             | Да          | Да           | Да                     |                         |
| 2021 | Матрица: Воскрешение                           | Лана        | Лана         | Лана                   |                         |
| 2024 | Я влюблена в Эдгара Алана По                   | Нет         | Нет          | Исполнительная (Лилли) | Короткометражные фильмы |
| 2024 | Все слова, кроме одного                        | Нет         | Нет          | Исполнительная (Лилли) | Короткометражные фильмы |
| 2024 | Молодой Клод                                   | Нет         | Нет          | Исполнительная (Лилли) | Короткометражные фильмы |
| TBA  | Такие времена: «Беллз» против «Южной Каролины» | Нет         | Нет          | Исполнительная (Лилли) | Документальный фильм    |
| TBA  | Матрица 5                                      | Нет         | Нет          | Исполнительная (Лана)  |                         |

Также участвовали в написании сценария для фильма Вторжение (2007) без указания в титрах.

### Телевидение
| Год(ы)  | Название                       | Режиссёр(ы) | Сценарист(ы) | Продюсер(ы)            | Создатели | Примечания |
| ------- | ------------------------------ | ----------- | ------------ | ---------------------- | --------- | --- |
| 2003    | Аниматрица                     | Нет         | Да           | Да                     | Да        | Создатели и продюсеры (9 эпизодов) Сценаристы (3 эпизода) Авторы сюжета (Эпизод «История одного ребёнка»)                                                                                                  |
| 2015    | Восьмое чувство: Создание мира | Лана        | Нет          | Нет                    | Нет       | Документальный короткометражный телефильм |
| 2015-18 | Восьмое чувство                | Да          | Да           | Исполнительные         | Да        | Создатели (24 эпизода) Режиссёры (7 эпизодов обе + 7 эпизодов только Лана) Сценаристы и исполнительные продюсеры (12 эпизодов обе + 12 эпизодов только Лана) Камео Ланы в в эпизоде «Любовь побеждает всё» |
| 2019-21 | Работа над собой               | Лилли       | Лилли        | Исполнительная (Лилли) | Нет       | Режиссёр (2 эпизода) Сценарист (11 эпизодов) Исполнительная продюсер (18 эпизодов) |
| 2021    | Улье                           | Нет         | Нет          | Исполнительная (Лилли) | Нет       | Пилотный эпизод |

### Музыкальное видео
| Год  | Название              | Исполнитель             |
| ---- | --------------------- | ----------------------- |
| 2009 | «Epilepsy Is Dancing» | Antony and the Johnsons |

## Компьютерные игры
| Год  | Название                | Режиссёры | Сценаристы     | Примечания                   |
| ---- | ----------------------- | --------- | -------------- | ---------------------------- |
| 2003 | Enter the Matrix        | Да        | Да             | Также художники-постановщики |
| 2005 | The Matrix Online       | Да        | Нет            |                              |
| 2005 | The Matrix: Path of Neo | Да        | Да             | Также голосовые камео        |
| 2021 | The Matrix Awakens      | Лана      | Концепт (Лана) |                              |

## Комиксы
| Год       | Название                          | Сценарист(ы) | Издатели | Редакторы |
| --------- | --------------------------------- | ------------ | -------- | --------- |
| 1989-1994 | Clive Barker’s Hellraiser         | Лана         | Нет      | Нет       |
| 1992      | Clive Barker’s Nightbreed         | Лана         | Нет      | Нет       |
| 1993      | Clive Barker’s Book of the Damned | Лана         | Нет      | Нет       |
| 1993-1994 | Ectokid                           | Лана         | Нет      | Нет       |
| 1999-2004 | The Matrix Comics                 | Да           | Да       | Нет       |
| 2004-2019 | Doc Frankenstein                  | Да           | Да       | Нет       |
| 2004-2007 | Shaolin Cowboy                    | Рекап        | Да       | Да        |